# Ramesses (hoàng tử)
Ramesses là một hoàng tử thuộc Vương triều thứ 19 trong lịch sử Ai Cập cổ đại. Ông là anh ruột của pharaon Merneptah và là em khác mẹ với thái tử Amun-her-khepeshef.

## Gia quyến
Ramesses là con trai thứ 2 tính trong tổng số các hoàng tử của pharaon Ramesses II, được sinh vào khoảng thời gian trị vì của ông nội Seti I. Sau khi người con lớn Amun-her-khepeshef qua đời, Ramesses II đã trao lại ngôi thái tử cho hoàng tử Ramesses vào khoảng năm trị vì thứ 25; tuy nhiên, ông lại mất trước cha mình vào khoảng năm thứ 50.
Mẹ của Ramesses là hoàng hậu Isetnofret. Ông có ít nhất là 3 anh chị em ruột:
- Công chúa Bintanath, công chúa cả của Ramesses II, về sau được phong làm hoàng hậu của chính Ramesses II.
- Thái tử Khaemwaset, hoàng tử thứ tư của Ramesses. Ông được phong nhiều danh hiệu và kế thừa ngôi thái tử của Ramesses (từ năm 50 đến 55).
- Pharaon Merneptah, hoàng tử thứ 13 của Ramesses. Lúc này 12 người anh của ông đã qua đời nên ông được phong thái tử và lên ngôi sau đó.

## Cuộc đời

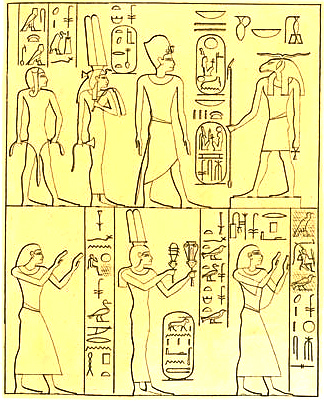
Bia đá tại Aswan: Cả gia đình hoàng gia đang lễ thần Khnum, hoàng tử Ramesses đứng bên phải, hàng dưới

Ramesses được nhắc đến qua những dòng văn tự tả cảnh chiến thắng của người Ai Cập sau trận Kadesh, được phong chức Tổng tư lệnh. Ông cũng là người ghi chép trong hoàng gia và được gọi là "Người con trai yêu quý của Vua". Trong trận đánh Qode vào năm thứ 10 được miêu tả tại Luxor, cả bốn hoàng tử Amun-her-khepeshef, Ramesses, Pareherwenemef và Khaemwaset đang dẫn đám tù binh đến trước cha của họ.
Ông thường được tạc tượng cùng với một hoàng tử khác trên những pho tượng khổng lồ của Ramesses II tại Abu Simbel. Ramesses cũng đã tham gia một số nghi lễ tôn giáo tại Saqqara, nơi mà hoàng tử Khaemwaset, đại tư tế của Ptah, tiến hành nhiều lễ tế bò thần Apis. Ramesses đã dâng lên thần một bức tượng Apis vào khoảng giữa năm thứ 16 và 30 của cha ông.
Ramesses xuất hiện cùng với cha mẹ và các chị em của mình trên hai bia đá tại Gebel el-Silsila và Aswan. Ông cũng thường xuất hiện cùng với 2 người em trai trên các bức tượng của hoàng hậu Isetnofret.

## Qua đời
Ramesses qua đời vào khoảng năm thứ 50 của Ramesses II, thọ trên 50 tuổi. Ông được chôn cất trong lăng mộ KV5 cùng với những người anh em khác. Ngôi thái tử lại được truyền tiếp cho Khaemwaset, hoàng tử thứ 4, do Pareherwenemef - hoàng tử thứ 3 đã mất trước đó.

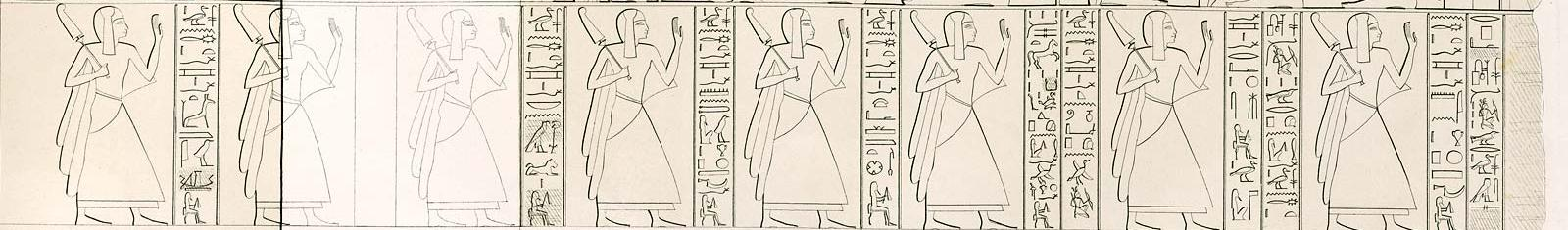
Những người con trai lớn của Ramesses II. Hoàng tử Ramesses đứng thứ 2 tính từ phải sang